# Список персонажей мультсериала «Финес и Ферб»

Важнейшие персонажи в конце серии «Американские горки: Мюзикл!», начиная с верхнего левого угла и по часовой стрелке: Ванесса Фуфелшмертц, Хайнц Фуфелшмертц, Джереми Джонсон, Летающая голова младенца, Кендэс Флинн, Стэйси Хирано, Линда Флинн, Лоренс Флетчер, Колдрейн, Бьюфорд Ван Стомм, Джинжер Хирано, Гретхен, Милли, Балджит Тжинжер, Ферб Флетчер, Перри-утконос, Финес Флинн, Изабелла Гарсиа-Шапиро, Ирвинг Ду Бойс, Холли, Кэтти, и Эдисон. Частично видны: доктор Геварлик, Биффани Ван Стомм, Уинфред Флетчер, Гузим (в клетке), и Бетти Джо Флинн.

Основной сюжет мультсериала мультсериала «Финес и Ферб» разворачивается вокруг пяти основных персонажей: Финеса и его брата Ферба, их сестры Кендэс, доктора Хайнца Фуфелшмертца и утконоса Перри. Второстепенные персонажи играют роль постоянных помощников главных героев. Многие из них являются родственниками, друзьями или соседями основных персонажей. Есть так же временные персонажи, вокруг которых завязывается сюжет отдельных серий. В последующих сериях они могут начать более-менее регулярно играть роли заднего плана. Последняя категория персонажей — «приглашённые звезды», которые могут участвовать как в роли самих себя, так и для озвучивания временных персонажей.

## Главные персонажи

### Финес Флинн (англ.Phineas Flynn)
Мальчик из семьи Флиннов-Флэтчеров примерно 9-летнего возраста с треугольной головой и красными волосами, родной сын Линды Флинн-Флэтчер (англ. Linda Flynn-Fletcher), главный инициатор всех изобретений, составляющих сюжет серий мультсериала. В оригинале озвучивает Винсент Мартелла, дублируют Геннадий Грачёв (1 сезон) Александр Горчилин (2 сезон, первые серии) Дмитрий Череватенко (2-4 сезоны).

### Ферб Флетчер (англ.Ferb Fletcher)
Сводный брат Финеса и Кендэс, сын Лоурэнса Флетчера, имеет прямоугольную голову в виде буквы «F» и зелёные волосы, на вид ровесник или чуть старше Финеса, серьёзный и молчаливый помощник своего брата в технической реализации его идей. В оригинале озвучивает Томас Броди Сангстер, дублируют Михаил Борисов (1 сезон), Дмитрий Череватенко (3-4 сезоны).

### Кендэс Гертруда Флинн (англ.Candace Gertrude Flynn)
Кендэс (альтернативные варианты написания её имени на русском языке — Кэндис, Кэндес, Кендис, Кендес) — пятнадцатилетняя старшая сестра Финеса и сводная сестра Ферба. У неё длинные распущенные рыжие волосы, длинная шея, форма головы в профиль — буква «P», носит красную безрукавку и подпоясанную красным ремнем белую юбку. Стремится контролировать братьев и доносить об их опасной деятельности маме, но при этом часто участвует в их приключениях. В оригинале озвучивает Эшли Тисдейл, дублирует Мария Павлова.

### Перри-утконос/Агент Пи (англ.Perry the Platypus/Agent P)
Домашний утконос, питомец Финеса и Ферба, тайный агент «ОБКА» (Организация Без Крутой Аббревиатуры), в чьи обязанности входит пресекать зловредную деятельность злобного учёного доктора Фуфелшмертца, в результате ставший ему не только врагом, но и единственным другом. Рисуется как прямоугольник с глазами бирюзового цвета. Его урчание издаёт Ди Брэдли Бейкер. Дублирует Сергей Смирнов.

### Доктор Хайнц Фуфелшмертц (англ.Dr. Heinz Doofenshmirtz)
Противник Перри-утконоса, сутулый и худой злобный учёный, постоянно носящий чёрную рубашку и белый халат, владелец «Фуфелшмертц Пакость Инкорпорейтед» (англ. «Doofenshmertz Evil Inc.»), стремящийся с помощью своих изобретений захватить власть над Триштатьем, и в то же время проявить себя хорошим отцом для своей равнодушной ко злу дочери Ванессы. В оригинале озвучивает Дэн Повенмайр, дублируют Олег Харитонов (1 сезон), Максим Глебов (2-4 сезоны).

## Второстепенные персонажи
В числе второстепенных персонажей указаны непременные участники приключений компании Финеса и Ферба, их сестры Кендэс и Перри-утконоса с доктором Фуфелшмертцем на протяжении практически каждого эпизода.

### Балджит Тжиндер (англ.Baljeet Tjinder)
Своё имя он получил от друга Джефа Марша, с которым тот работал в Англии.
Балджит живёт с мамой в доме, оформленном в индийском стиле. Говорит высоким голосом (озвучивавший его взрослый актёр использовал фальцет) и с акцентом, но прекрасно справляется со спряжениями в английской грамматике. Он представляет собой стереотип американо-индийского мальчика, застенчивого и робкого, находящегося под постоянным давлением родителей, желающих сделать его гением. Он любит математику, и всегда решает её, несмотря на настроение. Он достаточно владеет теорией, чтобы изобрести портал на Марс или найти ошибку в конструкции Финеса и Ферба, но не обладает достаточными навыками для самостоятельного воплощения своих идей «в металле», и при необходимости использует помощь Финеса и Ферба. Его образ показывает разницу между креативностью Финеса и Ферба и «ботанством» и занудством, которое Балджит олицетворяет. Приключения Балджита отчасти обыгрывают его образ «зануды» и «ботана», отчасти демонстрируют его попытки выхода за рамки шаблона. Балджиту трудно общаться с девочками: несколько раз пытался вызвать к себе интерес у Изабеллы, в эпизоде «Это тонущее чувство» он пытается «по всем правилам» ухаживать за давней приятельницей детства Мишти, а в «Рождественских каникулах» целует девочку Венди (англ. Wendy Stinglehopper), отличницу из класса математики. Он очень нравится Джинджер Хирано, но, хотя сам не проявляет к ней интереса, через 10 лет, в серии «Уже не маленький», оказывается с ней парой, вероятно, последовав путём наименьшего сопротивления. С Джинджер он тоже старается играть по логически выведенным им «правилам любви», притворяясь, что делает что-то не по своему собственному решению, а в результате девчоночьих манипуляций. Что он иностранец, который не всегда ориентируется в тонкостях английского языка, обыгрывается дважды: когда он записывается в летнюю школу рок-музыки, приняв её за геологическую школу, и когда в кроссовере «Звездные войны» он попал в имперские штурмовики, подумав, что записался в физический лагерь. Его любовь к школьной учёбе иногда показывается дошедшей до абсурда, как в серии «Свершилось!», где он устраивается в исправительную школу «Улыбка» (англ. Smile away), потому, что не нашёл другой, более подходящей школы. Его «бунтарская» песня, исполненная скримингом в летней школе рока с его группой «Балджитлс» (что ассоциируется с названием группы The Beatles), требует поставить ему отличную оценку. Отличная оценка ему важнее победы в конкурсе.
Хотя он и «умник», противопоставляемый сильному хулигану Бьюфорду, его нельзя считать смирным парнем, он довольно заносчив и в сценариях отдельных серий обычно показывается немного агрессивным, случай, когда он смирно просит Финеса и Ферба о помощи в серии «Нападение 50-футовой сестры», сами создатели сочли неким исключением.
Он хочет стать сильным, «крутым», и порой бывает не безобиден. Например, в серии «Охота на Перри» он получил возможность раздваиваться, чтобы испытать всё при всех вариантах выбора, и, образовав толпу, решил побить Бьюфорда. В эпизоде «Усникус максимус» он, получив сверхразум, затеял опасный для жизни своих друзей эксперимент. В эпизоде «Мультфильмания» он выбрал для своего мультяшного героя способности «менять свой размер и крушить всё на своём пути» Ханумана. Его мечта быть сильным реализуется в серии «Миссия Марвел», где он получает силу Халка. В серии «Уже не маленький» Балджит раньше всех сверстников окончил школу и колледж и начал там преподавать, после чего предложил Бьюфорду быть его учеником. Во втором измерении Балджит входит в группу Сопротивления Кендэс, именует себя как Доктор Балджит, ему доверяют работу как инженера и электротехника. Доктор Балджит носит высокую кудрявую прическу и длинный серый халат. Его озвучивает выходец из семьи индийских эмигрантов Молик Панчолли, а на русском дублируют Дмитрий Корюков, Сергей Смирнов и Кирилл Запорожский.

### Бьюфорд Ван Стомм (англ.Buford van Stomm)
Хулиган и задира, одет как скинхед, обожает поесть, при этом входит в компанию Финеса и Ферба и, даже задираясь, неплохо с ними ладит. Задирой он стал, защищая от задиры свою золотую рыбку Биффа, названную в честь его мамы. Его фамилия Ван Стомм (англ. van Stomm), по утверждению Дэна Повенмайра, взята от нидерл. Stom, означающего «тупой». Ближе всего Бьюфорд к тихому «ботану» Балджиту, над которым издевается и которому покровительствует одновременно. Их дуэт «хулигана и умника» дает множество комических сцен в сериале, который и так полон комических персонажей. Первое появление в серии «Вечеринка на пляже, или гномы возвращаются». Хотя старается казаться злым и глупым, в серии «Лето — твоя пора!» обнаруживает хорошее владение французским (и впоследствии утверждал, что французский язык выучить легко, поскольку там много слов из латинского). В том же путешествии он цитирует Вольтера, а на вопрос Балджита, удивлённого его знанием классика французской литературы, он отвечает, что не удержался, и что «в Париже со мной всегда так происходит». Кроме того, он может быть очень чувствителен, и это для Финеса хуже, чем когда он задирается. Знание французского объясняется его влюблённостью во француженку Брижитт, которую он старается держать в тайне из имиджевых соображений. В его семье издавна соблюдается свод «правил Ван Стомма», которому посвящены короткие песенки. Его мать зовут Биффани (это показывается в серии «Без Финеса и Ферба»). Как хулиган, любит натягивать своей жертве трусы на голову, поэтому Балджит в сцене примирения в эпизоде «Хулиган и умник» сам натянул ему трусы на голову. Потомок Отто Прилежного, основателя прилегающего к Двуштатью района, который впоследствии слился с Двуштатьем с образованием Триштатья. Считает самым большим кошмаром сестру Джереми Джонсона Сьюзи. Бьюфорд обожает сыр и метафоры про сыр (по его же словам), также ему нравятся глаголы про крекеры. Не любит проигрывать девочкам. Его предки происходят из Голландии. Его альтверсия к событиям «Финес и Ферб: Покорение 2-го измерения» ведёт одиночную борьбу с нормоботами, но благодаря приключению с Финесом и Фербом, возвращается в группу Сопротивления, активно участвует в событиях «Записок из подполья». Альтернативный Бьюфард носит ирокез. Дублируют Дмитрий Корюков, Владимир Мистюков, Кирилл Запорожский.
В серии «Уже не маленький», через 10 лет, Бьюфард вырастает в довольно статного и крепкого юношу, собирающегося поступить в киноакадемию. Дублирует Дмитрий Корюков, Сергей Смирнов, Кирилл Запорожский, Владимир Мясников и Антон Батырев

### Изабелла Гарсиа-Шапиро (англ.Isabella Garcia-Shapiro)
Соседка и лучшая подруга Финеса и Ферба, руководит отрядом гёрлскаутов № 46231. Форма её головы, как и у остальных девочек — полукруг, у неё длинные густые чёрные волосы с розовым бантом на голове и синие глаза. В повседневной жизни носит розовый сарафан поверх белой футболки и фиолетовые сандалии. Как «научно установлено» Финесом в серии «Неспящий Мип в Сиэтле», является самым клёвым существом во вселенной. Была названа в честь старшей дочери Дэна Повенмайра, одного из создателей мультсериала. В каждой серии говорит свою фразу: «Привет, Финес! А что вы делаете?», которая стала всеми ожидаемой проходной шуткой, украшающей сериал. Её любопытство, вероятно, обусловлено её желанием быть ближе к Финесу, но она сдерживает себя в рамках хорошего друга, который, вместе с руководимым ею отрядом гёрлскаутов, готов поддержать любые начинания Финеса и Ферба. Свою любовь она старается скрыть, но о ней знают все, и когда она в мечтах о Финесе, она и её подруги-гёрлскауты называют это «быть в Финесляндии».
Финес узнает, что она была влюблена в него, и отвечает взаимностью только 10 лет спустя, в серии «Уже не маленький».
В сериале Изабелла показана как умная, любознательная, спортивная и находчивая девочка, в качестве лидера отряда гёрлскаутов авторы показывают её ответственность и временами строгость и серьёзность.
По национальности Изабелла мексикано-еврейского происхождения, в серии «Рождественские каникулы» она говорит Финесу про еврейский праздник света Хануку, да и в серии «Рождество Финеса и Ферба» в сцене с родственниками Изабеллы появляется ханукия, а зеркало в её комнате имеет форму «Звезды Давида». Имеет домашнего чихуахуа по имени Мизинчик (англ. Pinky). Альтернативная Изабелла руководит скаутами в отряде Сопротивления Кендэс, выглядит очень стильно, несмотря на тёмные тона формы (затем она заинтересовалась, как одевается наша Изабелла), зовёт лидера «сэром» вопреки тому, что та не мужчина, а в «Записках из подполья» показана как её близкая подруга (несмотря на разницу в возрасте). Альтверсия Изабеллы не влюблена в альтверсию Финеса, хотя можно увидеть их вместе радующимися по спасению Мизинчика из киборабства Шарлин. В кроссовере «Звёздные войны» она предстаёт в виде капитана транспортного корабля «Чихуахуа». Дублирует Анастасия Соколова Юлия Довганишина.

### Линда Флинн-Флетчер (англ.Linda Flynn-Fletcher)
Мама Финеса и Кендэс, жена Лоуренса. Она может огорчать Кендэс тем, что не верит ей, но она всё же хорошая мать. И не только мать. Она была певицей одного хита Линданой, что, кстати, сами создатели сериала считают наиболее интересным обстоятельством, характеризующим её, а в юности она была на свидании с Фуфелшмертцем и, поделившись с ним своими планами стать поп-звездой, подала ему идею завоевать Триштатье.
Впрочем, единственный хит Линданы англ. «I'm Lindana and I Wanna Have Fun», звучащий в сериале, исполнен не озвучивавшей Линду актрисой Кэролайн Ри, а молодой певицей Оливией Олсон, игравшей в том же сериале дочь Фуфелшмертца.
Создатели хотели показать с Линдой и Лоренцем Флетчером хорошую смешанную семью, чтобы дети из этих семей не чувствовали «ненормальность», и поэтому они принципиально не думали и не собирались показывать предысторию родителей, с кем они были до встречи, кто был вторым родителем детей их смешанной семьи.
По словам Повенмайра, Линда это своего рода супермама, воспитывающая умных, творческих детей, абсолютно невозмутимая. За основу её образа была взята сестра Дэна Повенмайра, Линда, при написании сцен с её участием он старается представить её реакцию. Почти каждый летний день Линда куда-нибудь отлучается, что создаёт детям возможность заняться своими проектами в её отсутствие. Сюжетные причины, по которым она может оставаться в неведении о занятиях Финеса и Ферба, могут быть самыми разнообразными: она видела их сооружения не в полном объёме, принимала их за что-то безопасное и не связанное со своими детьми, либо это было во сне, либо инопланетянин прятался в роботе, изображавшем маму, либо благодаря Фуфелшмертцу время поворачивалось назад или она забывала увиденное. Впрочем, игравшая Линду актриса как-то написала в своём твиттере, что, по её мнению, её героиня отлично знает, что на самом деле делают её дети.
Она не склонна верить Кендэс, и даже когда слышит рассказы Финеса и Ферба об их приключениях, то воспринимает их как фантазии, а в эпизоде «Слово дня» даже поддержала их затею.
Сообщения Кендэс о проделках братьев стали для неё столь привычны, что при их отсутствии она начинает беспокоиться и приезжает сама.
По словам детей, отлично готовит, в каждой серии в конце предлагает детям либо пирог либо ещё что-нибудь вкусное.
Альтернативная Линда носит униформу и целыми днями прячется в подвале. В оригинале озвучивает Кэролайн Ри. Дублируют Виктория Казанцева, Анастасия Лапина Валерия Забегаева

### Карл (англ.Carl the Intern)
Рыжий, с веснушками и в очках стажёр, работающий в «ОБКА» под руководством майора Монограмма бесплатно, без официального оформления, за оплату своего колледжа.
Этот персонаж первоначально не планировался, а появился в результате развития образа майора Монограмма, и со второго сезона начинает появляться в кадре довольно часто. Хорошо понимает, как его эксплуатируют, и иногда так же может выискивать свою выгоду, как в случае, когда ему было поручено узнать, с кем встречается сын Монограмма. Порой выполняет задания как агент, зачастую оказываясь при этом в нелепой ситуации, маскируясь под женщину или маленького мальчика. В его семье все — практиканты, среди них есть сестра Карла, стажёрка Ванды, босса Мизинчика-чихуахуа. Через десять лет после основных событий сериала, в серии «Уже не маленький», станет руководителем ОБКА в чине командора. Дублирует Дмитрий Корюков Кирилл Запорожский.

### МайорФренсис Монограмм (англ.Major Francis Monogram)
Начальник Агента Пи, руководитель «ОБКА» (Организации Без Крутой Аббревиатуры). Его озвучивание взял на себя один из создателей сериала, Джеф Марш. Первоначально он был введён, чтобы объяснять суть задания, поскольку Перри-утконос по образу своему не может говорить, однако вскоре, к удивлению создателей, персонаж развился в процессе работы над сериями, у него появилась личная жизнь и помощник, стажёр Карл, он стал интересным и прикольным. То, что Монограмм взял Карла работать без зарплаты, дало повод Фуфелшмертцу спросить его, не является ли он злодеем? Много заботится о внешних эффектах, может симулировать нужную ему картинку, что порой ставит его в комичную ситуацию. По этому поводу Линда Бучвальд заметила, что он имеет геройский вид, но может быть на работе без штанов. Имя Френсис было названо в серии «Музыкальный клиптастический марафон Финеса и Ферба», однако он предпочитает, что бы его называли «просто майором». Женат, имеет сына Монти (появляется только в 3-м сезоне). Дублируют Алексей Фатеев.

### Стэйси Хирано (англ.Stacy Hirano)
Лучшая подруга Кендэс ещё с дошкольного возраста, её дружба способна выдержать даже постоянные сумасшедшие поступки Кендэс и её одержимость Джереми.
У них общие интересы в музыке и кино, общие взгляды на жизнь и сверстников, общие стремления к популярности в будущем, они вместе ходят за покупками или на молодёжные мероприятия.
По оценке исполнительницы её роли, Келли Ху, Стэйси немного нахальная и весёлая. Она представляет собой нечто вроде голоса разума у Кендэс, которая всё время не в себе и сходит с ума. В таких случаях Стэйси возвращает её на землю. Она так же иногда изворотливая и асоциальная.
Создатели сериала нередко обозначают в ней хорошее знание техники, и даже вышутили это в фильме «Покорение второго измерения», вложив в её уста слова, что она — человек науки по гороскопу. Стэйси не разделяет желание Кендэс поймать Финеса и Ферба, хотя порой помогает ей в этом. У неё есть младшая сестра, член отряда Гёрлскаутов — Джинджер, которую Стэйси даже и не думает поймать, несмотря на то, что Джинджер часто участвует в приключениях Финеса и Ферба. Имеет родственников в Японии, дома ест палочками. Стэйси единственная из окружения Финеса и Ферба, кто, узнав, хранит тайну двойной жизни Перри. Дублируют Мария Болтнева, Юлия Самойленко.

## Повторяющиеся и временные персонажи
Некоторые из второстепенных персонажей появляются не постоянно, а лишь в отдельных сериях. В этот список включены те из них, чьё появление задало течение сюжетной линии хотя бы одного эпизода сериала.

### Алойз фон Родденштейн (Родни) (англ.Aloyse Von Roddenstein)
Злобный учёный, главный конкурент Фуфельшмерца в борьбе за лидерство в злодейской организации «ЛЮБОВНИЧКИ». В сравнении с Хайнцем, по мнению остальных злоучёных, может все сделать вовремя и именно то, что надо, впрочем, нередко он просто копирует или ворует изобретения Фуфелшмертца. Даже то обстоятельство, что у него есть сын, помогающий ему в злодействе, использует, чтобы поиздеваться над Фуфелшмертцем, у которого только дочь. Серия «Финес и Ферб спасают лето» посвящена попытке Родни стать лидером организации «Любовнички», ради чего он был готов, используя «Сдвинь-Землю-подальше-от-солнца-инатор» Фуфелшмертца, ввергнуть Землю в ледниковый период. Дублирует Алексей Фурсенко.

### Альберт ду Бойс (англ.Albert)
Старший брат Ирвинга, товарища Финеса и Ферба. Носит очки. Хвастун, называет себя «Детектором Правды». В эпизоде «Без Финеса и Ферба» Ирвинг старается преодолеть его скепсис в отношении проектов Финеса и Ферба, и добивается успеха, заставив его обмануться при этом. В серии «Фуфельная сторона луны» Альберт помогал Кендэс прижучить братьев, дав «слово Ботана». Дублирует Алексей Фурсенко, Антон Батырев.

### Принцесса Бальдегунда (англ.Princess Baldegunde)
Двойник Кендэс, принцесса Друссельштейна, приехавшая в Дэнвиль на открытие Дома Оперы в серии «Поиграем» второго сезона. Обменявшись с Кендэс одеждой, пошла развлекаться вместе с Финесом и Фербом, дав Кендэс возможность изобразить принцессу и ощутить сочетание «абсолютной власти и скуки». Дублирует Мария Павлова.

### Капитан Боб Уэббер (англ.Captain Bob Webber)
Руководитель спасательной службы на пляже озера Носс, под чьим руководством работали Кендэс и Джереми. Постоянно говорит «Ладно!», щелкая пальцами. В одной из серий женится на тёте Финеса, Ферба и Кендэс, Тиане, с которой его объединяла любовь к приключениям и поездкам в экзотические места. Дублирует Максим Глебов.

### Ванесса Фуфелшмертц (англ.Vanessa Doofenshmirtz)
Шестнадцатилетняя дочь разведённых Хайнца и Шарлин Фуфелшмертц. Своей «модельной» внешностью и обтягивающей одеждой из чёрной кожи напоминает типичную помощницу кинозлодея, в соответствии с её ролью при первом появлении в эпизоде «Великолепная тройка», где она была представлена отцом как ассистентка, но всё время критиковала его и проявила полное равнодушие к его успеху.
В сериале она воспринималась окружающими по одежде как «готичка», но сама актриса определяет образ своей героини как «эмо-рокершу с отцом-злодеем» (англ. emo rocker chick with an evil dad).
Она саркастична и цинична в разговоре, дружит с панками и в своих поступках ориентирована на их мнение, может даже «позаимствовать» мотороллер, чтобы покататься в Париже, признает только «тяжелый рок» и всё время его слушает.
Персонаж не планировался в начале сериала и был разработан для третьей или четвёртой серии с расчётом на повзрослевшую дочь сценариста сериала, Мартина Олсона, которую Повенмайр и Марш знали по детской роли в кино и как начинающую певицу.
Решению сделать Фуфелшмертца разведённым отцом с дочерью-подростком, что отец берёт её у матери через выходные, была посвящена специальная встреча в «Диснее».
В отличие от благополучной семьи Кендэс, у Ванессы полно проблем с отцом, они имеют большую предысторию своих отношений, ей не нравится его занятость только работой, или его сверхопёка.
Её претензия к отцу, что от его бизнеса людям «только вред».
Отца она ставит невысоко и всё время имеет с ним трения, поспорив с мамой, дважды пыталась его «прижучить», но в то же время любит (как это становится ясным к середине сериала).
Линия семейных ценностей Фуфелшмертцев, проводимая через Ванессу, была сочтена одним из критиков столь существенной, что отсутствие Ванессы и её альтернативы в другом измерении в фильме «Покорение другого измерения» показалось ему странным.
Отец и дочь прошли большой путь навстречу друг другу, закончившийся поступлением Ванессы на стажировку в «ОБКА» и согласием Хайнца перестать быть злым и пойти работать вместе с ней, что закрыло его сюжетную линию в сериале.
С третьего сезона в сериале появилась сюжетная линия про её влюблённость в сына руководителя «ОБКА», Монти Монограмма, и про их попытки сохранить свои встречи в тайне, которая создала один из наиболее весёлых эпизодов по мнению Линды Бучвальд.
Пресса и критики так же отмечали линию влюблёности Ферба в Ванессу, отчасти потому, что игравшие их актёры дебютировали в фильме, где были влюблены их герои.
Ферб проявлял в них свои джентльменские качества, ненавязчиво помогая Ванессе и спасая её, и даже помог ей в её отношениях с отцом.
Дэн Повенмайр говорил на Comic Con в 2009 году, что они, возможно, будут вместе, когда Ферб повзрослеет, и включил это в сюжет эпизода «Уже не маленький».
Озвучивавшая Ванессу Оливия Олсон известна и как певица, две песни Ванессы — «Крышка» (совместная с Кендэс) и «Это я», по результатам голосования фанатов попали в «Музыкальный марафон Финеса и Ферба» и его продолжение. Но, хотя Кендэс и Ванессу в первый раз столкнули вместе уже в первом сезоне в эпизоде «Летзима», парном к эпизоду появления Ванессы, линия близкого знакомства, а потом и дружбы Ванессы и Кендэс началась не в первом сезоне, где была спета их совместная песня, а во втором, где в серии «Лето твоя пора» Ванесса присоединилась к кругосветному путешествию Финеса и Ферба.
Дружба Ванессы с Кендэс была использована в завязке сюжета завершившего сюжет сериала эпизода «Последний день лета», где Кендэс пришла в гости к Ванессе вернуть DVD и включила «Дни-повторитель-инатор».
Ванесса нередко появляется в сериале в альтернативном виде или как камео. Это может быть дочь диктатора Фуфелшмертца в другом измерении в фильме «Покорение 2-го измерения» и серии «Записки из Подполья», которая, по словам отца, по молодости не склонна к злодейству, но лояльна к своей семье и помогает ей скрыться от возмездия, или зовущая Ферба на подвиги «Повелительницы лужи», или поп-звезда расы Тви’лек в «Звездных войнах». На русском Ванессу дублирует Валерия Забегаева.

### Рок-группа «Ведьмы» (англ.«The Bettys»)
Одна из любимых групп Стэйси и Кендэс. Серия «Готовы для ведьм» посвящена поездке подруг в автобусе группы, после того как они выиграли в конкурсе фанаток. По итогам поездки Кендэс в них разочаровалась, но постер группы остается висеть в комнате Стэйси на протяжении практически всего сериала. По утверждению Алики Теофилопулос-Граффт, одной из авторов сценария, эпизод с их участием пришлось исключить из телевизионного проката из-за претензий Нью-Йоркской рок-группы, зарегистрировавшей права на это название. Дублирует Валерия Забегаева.

### Вивиан Гарсиа-Шапиро (англ.Vivian Garcia-Shapiro)
Мать Изабеллы. Говорит с акцентом, содержит мексикано-еврейский ресторан, дома у неё над телевизором стоит ханукия. Играет в рок-группе с мамой Кендэс и мамой Джереми. Кендэс приходилось вызывать маму для прижучивания из её дома в серии «Жажда скорости», а в серии «Скажите „кесо“!» — с мексикано-еврейского фестиваля, на котором Вивиан была одним из организаторов. С мамой Изабеллы обыгрываются некоторые стереотипы о еврейских мигрантах, например, она говорит Кендэс: «Как ты выросла!», хотя видела её за неделю до встречи, а выслушав душевные проблемы Кендэс из-за невозможности прижучить братьев, предлагает съесть буррито, говоря, что это потому, что она слишком худая. Дублирует Мария Болтнева.

### Гастон ле Мод (англ.Gaston Le Mode)
Лучший в мире дизайнер одежды. Француз. В серии «Беглец, убегай» поддержал модный проект Финеса и Ферба «Лето круглый год» и взял Кендэс моделью для коллекции, требующей длинной шеи. Дублирует Максим Глебов.

### Доктор Геварлик (англ.Dr. Gevaarlijk)
Бывшая учительница Фуфелшмертца, выгнавшая его из школы зла. Низкого роста, носит очки, очень быстро семенит маленькими ногами, постоянно издевается над Фуфелшмертцем, в разговоре передразнивает его акцент. Появилась в серии «Песок, масло, Кендэс», где Фуфелшмертц пытался произвести на неё впечатление как успешный злобный учёный, достойный диплома о высшем образовании. Одобрила его план взорвать Луну, так как не любит песни о Луне, но, когда он промахнулся и уничтожил дамбу, сказала, что любит песни о дамбах и продолжила издеваться над Хайнцем. Дублирует Мария Болтнева.

### Гленда (англ.Glenda Wilkins)
Подруга Бетти Джо, машинистка паровоза. Бойкая, коренастая, с короткими седыми волосами, курит трубку. Настойчива, никогда не сдается. Появляется в третьем сезоне в эпизоде «Последний поезд в Прижучвилль», где предоставила Кендэс проявить свою настойчивость вместо неё. Имеет двух взрослых сыновей, которые, кстати, появляются раньше неё во втором сезоне в серии «Прогулка сквозь стены». Её озвучивает Джоан Кьюсек, на русском дублирует Юлия Яновская.

### Дерек Дукенсон (англ.Derek Dukensson)
Парень из Швеции, приехавший по обмену, появляется в серии «Лето, зима… и снова лето». Из-за одежды, которая была на нём для катания на лыжах, и прозвища «Диди» был принят Кендэс за девушку, соперницу. Дублирует Денис Косяков.

### Дженго Браун (англ.Jiango Brawn)
Один из друзей Финеса и Ферба, сын скульптора гигантских предметов Беппо Брауна, а также младший брат Дженни, подруги Кендэс. Его раскрашиванию пустыни вместе с Финесом и Фербом посвящена серия «Песок, масло, Кендэс». Впервые появляется в серии «Вечеринка на пляже, или гномы возвращаются», где его на доске для серфинга бьёт Бьюфорд. Редко появляется во втором сезоне, его нет в третьем, а в четвёртом вновь даёт о себе знать. Увлекается рисованием, а в «Болване дю Солей» демонстрирует умение закидывать ногу за голову. Дублирует Дмитрий Корюков.

### Дженни Браун (англ.Jenny Brawn)
Вторая подруга Кендэс (после Стэйси). Невысокая, большеглазая, носит длинные темно-русые волосы. Хиппи, призывает охранять голубей. Имеет кузину, которую зовут Сара. В серии «Лимонадный киоск», когда Кендэс, поссорившаяся со Стэйси из-за чрезмерного увлечения прижучиванием, предложила ей стать своей «главной подругой», Дженни ответила отказом, сославшись на занятость защитой голубей, а в серии «Охотники на Финеса и Ферба» второго сезона вошла вместе со Стэйси в команду по прижучиванию, и призвала Стейси помочь Кендэс в надежде, что это её успокоит. Хотя Дженни появляется в сериале почти одновременно со Стэйси, эпизодов с её участием мало, в третьем сезоне она не появляется вообще, но возвращается в 4 сезоне.

### Джереми Джонсон (англ.Jeremy Johnson)
Шестнадцатилетний юноша, в которого влюблена Кендэс. Летом работает продавцом хот-догов в заведениях «Мистер Жмот-дог» или «Мистер Безвкусбургер». Соло-гитарист в своей музыкальной группе «Джереми и другие». Целый ряд серий посвящены стараниям Кендэс произвести на него впечатление, её ревности или попыткам добиться его признания в любви. Он очень добр к Кендэс и любит её не вопреки её сумасшествию, а отчасти благодаря ему. Первоначально Джереми планировался как герой, присутствующий лишь «за экраном», о котором лишь говорят остальные герои, но создатели решили расширить его роль, чтобы сохранить в проекте Митчела Муссо, озвучивавшего Ферба в пилотном эпизоде, после того, как было решено заменить актёра, чтобы сделать Ферба англичанином. Джереми нередко принимает участие в затеях мальчишек, что побуждает Кендэс отказаться от прижучивания либо даже принимать меры, чтобы мама ничего не заметила. В серии «Лунная ферма» выясняется, что семья Джереми родом из Великобритании, а Кендэс упоминает его место рождения — штат Висконсин. Дублирует Дмитрий Корюков Дмитрий Королёв.

### Джонни (англ.Johnny)
Одноклассник Ванессы Фуфелшмертц, на протяжении первых двух сезонов считался её парнем, водил её на различные мероприятия вроде вечеринок на автомобильной свалке (где Ванесса называла его «моим панк-роковым парнем») или походов в лес с пением под гитару. Ванесса называла его и его друзей панками, но одевается он как эмо. Впервые появившись в серии «Мы воссоединяем нашу группу» первого сезона на дне рождения Ванессы, в дальнейшем он, до серии «Фуфельная наука» четвёртого сезона, где превратился в монстра и похитил Ванессу, не делал ничего примечательного, только присутствовал на разных увеселительных мероприятиях. Из-за полного отсутствия интересов к чему-либо и был брошен Ванессой в серии «Монограмм-младший». Расставание пережил тяжело, встретивший его после этого Хайнц Фуфелшмертц в серии «Фуфельная наука» назвал его плаксой. Дублирует Антон Батырев.

### Дэннис-кролик(англ.Dennis the Rabbit)
Белый и пушистый кролик, агент враждебной «ОБКА» организации. В серии «Больше никаких кроликов» был взят Кендэс в качестве питомца и воспользовался этим, чтобы проникнуть в тайное убежище Перри и взломать компьютерную базу «ОБКА», но был обезврежен Перри-утконосом, воспользовавшимся его слабостью к моркови. Второй раз появляется в серии «Возвращение гадкого кролика», где пытается взять реванш над Перри с помощью Фуфелшмертца.

### Ирвинг ду Бойс (англ.Irving due Boys)
Фанат Финеса и Ферба, ходит в очках, ведёт блог о них и следит за ними через шпионские камеры, чтобы зафиксировать все их изобретения, часто помогает им в их приключениях. Увлекается научной фантастикой, любит фотографию. Эпизод «Без Финеса и Ферба» был посвящён тому, как он в отсутствие Финеса и Ферба с помощью Бьюфорда и Балджита обманул своего старшего брата Альберта и убедил его в «крутизне» Финеса и Ферба. Альтернативный Ирвинг появляется лишь в «Записках из Подполья: назад во 2-е измерение», где можно увидеть его играющим с детьми в парке. Через 10 лет после основных событий мультсериала, в серии «Уже не маленький», Ирвинг станет отвечающим за шпионскую технику стажёром «ОБКА» под руководством командора Карла. Дубируют Антон Батырев

### Мистер Ка Ка Пук Пук (англ.Khaka Peü Peü)
Неудачник, которого жена не уважает настолько, что бросается в него стульями. Появляется в серии «Птиц», где, узнав о появлении в городе супергероя, решил изобразить суперзлодея. Кендэс, которая узнала в супергерое «Птице» Финеса и Ферба, и решила для их прижучивания изобразить суперзлодея Жирафище(англ. The Dangiraffe), немного сотрудничала с ним, но быстро разочаровалась и ушла. В оригинале озвучивает приглашённая звезда Бен Стиллер вместе со своей реальной женой Кристин Тэйлор.

### Рок-группа «Карлики-ковбои» (англ.«Tiny Cowboy»)
Одна из любимых групп Кендэс и Стэйси. Ради похода на их концерт Кендэс изображала из себя очень серьёзную и ответственную девушку в серии «Роботородео», в серии «Мясной рулет» появились как звёзды конкурса мясных рулетов, вызывая удивление Линды, что они не карлики и не ковбои. Обожают мясные рулеты и поют о них песню. Дублируют Антон Батырев, Алексей Фурсенко.

### Клайд и Бетти Джо Флинн (англ.Cleyd and Batty Joe Flynn)
Родители Линды, дедушка и бабушка Финеса и Кендэс. Флинн-Флетчеры часто отправляют детей в их дом в лесу, где дедушка Клайд активно участвуют и часто организуют приключения мальчишек. Бетти Джо в молодости занималась гонками на роликах, где бабушка Джеремии, Хильдегарда, была её соперницей. Дублируют Максим Глебов и Мария Болтнева.

### Колтрейн (англ.Coltrane)
Друг Джереми Джонсона, бас-гитарист его рок-группы. Появился в эпизоде «Балжитлз» как организатор в летней школы рок-н-рола, вдохновивший Балджита на пение. Там же с удовольствием общался с посетившей заключительный концерт лагеря Стэйси, которая общалась с ним просто, в отличие от Кендэс, пытавшейся выдумывать для их знакомства различные предлоги, вплоть до использования фальшивых усов. В сериале мало эпизодов, где они вместе, но Джеф Марш заявил в твиттере, что они будут со Стэйси парой, и они действительно были показаны официальной парой в серии «С Новым Годом!». На вид ему 16-18 лет.

### Ксавье, Фред и Аманда Джонсоны (англ.Xavier, Fred and Amanda Johnson)
Дети Кендэс через двадцать лет после событий сериала, появляются в серии «Квантовый трип-хоп Финеса и Ферба». Примечательно, что в сериях «Швейцарская семья Финеса», «Спа-день» и «Лучший день ничегонеделанья» Кендэс рассказывает о том, как они с Джереми назовут своих детей: Ксавье и Аманда. Ксавье похож на Джереми, Фред носит стиль Кендэс: красный «верх», белый «низ». Возраст аналогичен Финесу и Фербу. Их старшая сестра Аманда считает своего дядю Финеса и Ферба клёвыми и возмущается тем, что младшие братья ничего не делают и проводят каникулы в пустую. Когда их спрашивают: «Что вы делаете?», Ксавье отвечает: «Я сижу под цифровым деревом», а Фред добавляет: «А я сижу рядом с ним». Своё безделье они оправдывали тем, что они в будущем, где всё уже изобретено, но под влиянием Финеса и Ферба тоже начали изобретать. Дали путешествовавшим во времени Финесу и Фербу нужный им инструмент. Озвучивают в оригинале: Ксавье — Дэнни Кукси, Фред — Мойзес Ариас. Братьев дублируют Антон Батырев и Дмитрий Корюков, а Аманду — Мария Болтнева.

### Летающая голова младенца (англ.The Inexplicable Giant Floating Baby Head)
Гигантская голова младенца. Она умеет летать и пугать.
Появилась из рисунка Майка Дидериха, и как персонаж была полностью разработана режиссёром Робом Хьюзом, который счёл её очень прикольной. После этого она стала постоянно появляться как стандартная шутка.
Ей посвящена одна из частей «Страшной Трилогии Ужасов Триштатья». В серии «Немного кошмариков тебе не повредит» была названа Фербом самой страшной из всего набора кошмаров построенного ими дома ужасов. Она очень раздражает Кендэс.

### Лоуренс Флетчер (англ.Lawrence Fletcher)
Отец Ферба, муж Линды, родом из Великобритании, очень спокойный и сдержанный характером. Появляется в сериале гораздо реже своей жены, но он очень хороший муж и отец.
Работает дилером антиквариата и читает популярные исторические лекции. Подобно Фуфелшмертцу, он фанатично увлеченный своим делом и сверхзанятый, побыл одиноким отцом, но в итоге создал с Линдой прекрасную смешанную семью, так что Кендэс не видит разницу между Финесом и Фербом и обоих называет своими братьями, а не братом и сводным братом. Он так же даёт своим детям много свободы, его дети так же не зациклены на успехе и не слишком запрограммированы.
Его рассказы о различных исторических подробностях зачастую наталкивают Финеса и Ферба на идеи новых приключений. Нередко сам принимает участие в приключениях мальчиков (обычно спросив разрешения у жены). Он не понимает опасность того, что делают мальчики. В молодости много чем увлекался — от телешоу до черно-белых детективов. Сейчас его увлечения — классическая рок-музыка (как и его жена, был фанатом «Трио любви»), и рыбная ловля.
Джеф Марш охарактеризовал его как образ классического британского чудака, прекрасного парня с некоторыми странностями, очень привлекательного, становящегося время от времени растерянным и глуповатым. За основу его образа был взят отчим Марша, Билл.
Альтернативный Лоренс от «нашего» отличается мало, носит униформу, введенную диктатором Фуфелшмертцем, и хорошо помнит времена до Фуфелшмертца. На русском его озвучивает Антон Батырев, Артем Маликов.

### Лулу «Стукачка» Джонс (англ.Lulu Busting Jones)
Ведущая программы «Им крышка». Она сочувствует Кендэс. В детстве хотела застукать своих братьев. Её программу хотят закрыть, и она всё время ищет хороший сюжет. Дублирует Мария Болтнева.

### Агент Мизинчик-Чихуахуа (англ.Pinky)
Собачка Изабеллы породы чихуахуа. Как и Перри-утконос, секретный Агент Ми в агентстве «ОБКА», работает в подразделении Ванды(англ. Admiral Wanda Acronym). Должна останавливать женщину-профессора Бубенвотс. Её музыкальная тема носит испанско-мексиканские интонации. В «ОБКА» считается знатоком компьютеров. Предпочитает прожаренные сендвичи с сыром, что при первом её появление в серии «Путешествие внутрь Кендэс» создало проблемы. В серии «Звездные войны» её именем назван транспортный космический корабль капитана Изабеллы.

### Мип (англ.Meap)
Агент межкосмической безопасности, хотя и похож на беззащитное существо. Единственное, что он говорит, это своё имя — Мип, но если надевает специальные усы-переводчик, то болтает не хуже Финеса. Заклятый враг Мича. Один из тех немногих, в ком Кендэс нашла понимание своего стремлении прижучивать. Мип умеет стрелять радугой изо рта. Появляется также в серии «Американские горки: Мюзикл», «Неспящий Мип в Сиэтле», «Рождественские каникулы», «Ферб ТВ» и «Отпуск поневоле». Дублируют Кирилл Запорожский и Алексей Фатеев.

### Мич (англ.Mitch)
Инопланетный браконьер, собирает редких животных со всех галактик. Постоянно ходит в огромном экзокостюме красного цвета. Как и Мип, пользуется усами-переводчиком. При попытке украсть Финеса, Ферба, Изабеллу и Кендэс был остановлен Мипом. Когда агент Мип, ищущий его на Земле, предъявлял его фотографию, Мича принимали за отца Мипа. Считает своим лучшим другом шарик Фуфелшмертца, которого он зовет Колин. Дублирует Максим Глебов.

### Агент Молчун Гну (англ.Newton the Gnu/Agent Silent G)
Антилопа Гну. Появляется только в серии Третьего сезона мультсериала «Финес и Ферб» «Агент Ф». Гну был отправлен на задание к доктору Коротышу (англ. Dr. Diminutive), под видом чаепития. Но из-за агента Фуфелшмертца, который по неосторожности раскрыл его в своём блоге, Гну был пойман. Перри вместе с Фуфелшмертцем был отправлен спасти его, но были тоже пойманы и все вместе сброшены с 100 этажа, и лишь благодаря Перри им удалось спастись, а планы Коротыша разрушены.

### Монти Монограмм (англ.Monty Monogram)
Сын майора Монограмма, появляется в 3-м сезоне. Выручил Фуфелшмертца с Ванессой и спас Триштатье от Родриго, слишком злобного ученика Хайнца. По настоянию отца, учился акробатике, но своё призвание видит в борьбе со злом. С ним начала встречаться Ванесса после того, как рассталась с Джонни. Эпизод «В кафешке с врагом», посвящённый его свиданию в кофейне с Ванессой, по мнению Линды Бучвальд, один из самых смешных в сериале. Ради того, чтобы скрыть от отца своё увлечение Ванессой, вступил в сговор с Карлом, один раз его спасает от разоблачения Стейси. Дублирует Антон Батырев.

### Николет Джонсон (англ.Nicolette)
Кузина Джереми и Сьюзи Джонсонов, белокурая голубоглазая красавица. Возбудила ревность Кендэс, которая застала их во время разговора с Джереми, и, не зная об их родстве и контекста разговора, ошибочно вообразила её очень опасной соперницей. Её дублирует Валерия Забегаева.

### Норм (англ.Norm)
Огромный человекообразный робот, созданный Фуфелшмертцем для уничтожения утконосов в серии «Из Греции с любовью», и позднее ставший его помощником во всех его делах. В первых сериях говорил нечто не к месту, в последующих стал говорить более осмысленно и демонстрировать разумное поведение. Один из источников шуток с его участием — что он работает от белки в колесе. В паре эпизодов разыгрывалась комическая ситуация, когда Фуфелшмертц показывал, что не до конца знает его конструкцию и возможности: в эпизоде «Охотники на Финеса и Ферба», где белка в колесе позволила ему спасти своего создателя в условиях, когда остальная техника вышла из строя из-за хулиганства Бьюфорда с излучающим источником питания Финеса и Ферба, и в эпизоде «Карл под прикрытием», где он трансформировался в автомобиль. Начиная с серии «Настоящий мальчик», Норм старается побудить Фуфелшмертца, чтобы он признал его своим сыном и, например, играл с ним в мяч. Сначала Фуфелшмертц относится к нему как к вещи, издевательски критикуя его, но постепенно становится к нему добрее. Впрочем, первая версия головы Норма (серия «Кендэс вне зоны доступа») сама способна критиковать недостатки своего создателя. В серии «Фербова латынь» Фуфелшмертц, превращая Норма в орудие пропаганды, поставил ему кнопку самоуничтожения. В серии «Атака Норма», предоставленный собственной инициативе, решает, чтобы заслужить любовь Фуфелшмертца, завоевать Триштатье силой оружия, но Перри побеждает, выманив белку, приводящую Норма в движение. В серии «Похищение компакт-диска» Фуфелшмертц отдает его в распоряжение Перри, чтобы тот выполнил свою миссию. В «Покорении 2-го измерения» его альтернативные двойники — мощные летающие нормоботы, вселяющие ужас и страх солдаты Фуфелшмертца. Дублирует Антон Батырев Алексей Фатеев.

### Отец и мать доктора Фуфелшмертца
Безымянные родители Фуфелшмертца появляются в мультфильме в основном в воспоминаниях о тех горестях, которые Хайнц испытал из-за них. Согласно им, отец заставлял Хайнца играть роль садового гнома, отказался от него, когда тот не решился прыгнуть с вышки и предпочёл его собаке, мать любила только младшего сына Роджера, хорошо игравшего в кикбол, и заставляла Хайнца ходить в платьях и запрещала ему купаться в бассейне. Их нелюбовь к Хайнцу была так велика, что ни отец, ни мать не присутствовали при его рождении, и какое-то время его воспитывали оцелоты. Эпизод «День отца» четвёртого сезона в части, касающийся Фуфелшмертца, посвящён его примирению с отцом, которого он достиг, отыскав и вернув ему конфискованного в давние времена у их семейства садового гнома. Отца дублирует Максим Глебов, а мать — Виктория Казанцева.

### Отрыгатель (англ.The Regurgitator)
Довольно эпичный злодей, к которому пристроили на время Перри в серии «А, вот ты где Перри!» Имеет свой блог в Интернете. Лысый, мускулистый мужчина. Его врагом является весь мир. Фуфелшмертц недолго работал на него, но потом освободил Перри и уничтожил базу Отрыгателя. Благодаря Перри и Хайнцу Отрыгатель оказался в тюрьме О. Б. К. А. В оригинале его озвучивает Клэнси Браун.

### Отряд герлскаутов N_46321 (англ.Fireside Girls)
Группа герлскаутов, состоящая из шести девочек, не считая их лидера Изабеллы. Организация гёрлскаутов была основана теперь постаревшей мисс Форсайт (англ. Eliza M. Feyersied). Впервые отряд появляется в эпизоде «Кендэс теряет голову» первого сезона, хотя девочки в их характерной форме присутствуют уже в пилотном эпизоде на презентации американских горок. Девочек зовут Эдисон, Гретхен, Джинджер, Кэти, Милли и Холли. Скауты неоднократно помогали Финесу и Фербу, а те помогали им зарабатывать значки за достижения. Каждая девочка имеет свои особенности: у харизматичной Эдисон большая чёлка, она единственная, кто носит фирменный жилет без футболки, и она самая красивая; Гретхен носит очки, Холли — единственная чернокожий герлскаут в отряде, Кэти — блондинка, у Милли кудряшки, она самая маленькая и полноватая, а Джинджер — самая высокая (кроме Изабеллы) девочка в отряде, младшая сестра Стэйси, влюбленная в Балджита. Отряду посвящены отдельные эпизоды, такие как «Изабелла и храм Древесного сока» и «Пчелиная история». Также ключевую роль они играют в сериях «Уже не маленький», «Ночь живых аптекарей».

### Агент Питер-Панда(англ.Peter the Panda)
Секретный агент, который вместо Перри временно был приставлен к Фуфелшмертцу в серии «Зависит от времени». Появляется также в сериях «Роботородео», «Неспящий Мип в Сиэтле», и в фильме «Покорение 2-го измерения». Живёт в Сиэтле. На постоянной основе приставлен к злодею Доктору Таинственности(англ. D-r Mystery).

### Пол (англ.Paul the Delivery Guy)
Работник, обслуживающий доставку материалов для изобретений как Финеса и Ферба, так и доктора Фуфелшмертца, сын владельца бизнеса. Серия «Судьбоносная доставка» посвящена его сомнениям, стоит ли ему заниматься отцовским бизнесом. Дублирует Антон Батырев.

### Реджинальд и Уинифред Флетчер (англ.Reginald and Winfried Fletcher)
Родители Лоуренса, дедушка и бабушка Ферба. Живут в Англии. Дедушка примечателен своей смелостью и любовью к приключениям в юности. В прошлом дедушка был «Летающим Торговцем Рыбой». Кроме того, он лётчик-любитель, катал своего сына Лоренца на самолёте. В серии «Скажите „Кесо!“» он катается на скейте Ферба в шотландской юбке, и не унывает даже когда лишается ног. Они часто участвуют в приключениях вместе с детьми. Кендэс в их доме показалось скучно, пока она не наткнулась на целую серию «Шерлока Холмса», чтение которой безмерно увлекло их. Дублируют Максим Глебов и Мария Болтнева.

### Роджер Фуфелшмертц (англ.Roger Doofenshmirtz)
Младший брат Хайнца Фуфелшмертца. Мэр Дэнвилля, а также Триштатья, которого все любят, кроме брата, и даже в семье был любимым ребёнком. Но этот персонаж почти не имеет недостатков, и потому скучен. Ненависть Хайнца к нему пошла с их детского соперничества. Но Роджер никогда не отвечает на попытки Хайнца отомстить ему, и всячески демонстрирует родственные чувства. Он 20 лет восстанавливал картину Хайнца, испорченную по своей вине, в серии «Она — мэр» они играют в гольф. Впрочем, он не против свалить ответственность на брата, сделав Хайнца руководителем в трудную минуту. Любит гольф, чемпион по кикболу. Дублируют Антон Батырев, Алексей Фурсенко. Его секретарша Мелани (англ. Melanie) очень ему близка, он возмутился, когда Хайнц Фуфелшмертц, став губернатором Триштатья, забрал её к себе на работу. В сериях, где Хайнц Фуфелшмертц на какое-то время получает власть над городом, Мелани заваливает его работой. Но когда она попыталась так поступить со ставшей мэром на один день Кендэс, та отправила Мелани в отпуск и заменила на Стэйси. Её дублирует Максим Глебов Антон Батырев Алексей Фатеев.

### Родриго (англ.Rodrigo)
Ученик Фуфелшмертца, оказавшийся слишком серьёзным для него злодеем, задумавшим захватить мир, а Триштатье — уничтожить. Появляется в серии «Монограмм-младший», где, узнав, что Ванесса бросила Джонни, пытался произвести на неё впечатление и занять его место, но своими поступками лишь заставил Ванессу разочароваться в «плохих парнях». Был побеждён сыном Майора Монограмма, Монти. Дублирует Антон Батырев.

### Дядя Сабу (англ.Uncle Sabu)
Дядя Балджита. Живёт на Гималаях в Индии. Владелец завода по производству резины. В свободное время от работы медитирует на склоне гор. По внешности похож на друида Гетофикса из Астерикса и Обеликса. Дублирует Максим Глебов.

### Малышка Сьюзи Джонсон (англ.Little Suzy Johnson)
Маленькая девочка, младшая сестра Джереми. При первом своём появлении в серии «Немного кошмариков тебе не повредит» она демонстрирует значительно лучшие, чем у Кендэс, навыки обмана и манипулирования. Использует их, чтобы изводить Кендэс, поскольку ревнует её к Джереми. Дэвид Перлмуттер называет её женской версией Стьюи Гриффина, и добавляет, что успех её борьбы против Кендэс определяется той же силой, которая определяет неуспех Кендэс в попытках прижучить своих братьев, ибо Сьюзи способна изобразить себя невинной малышкой, которой не является на деле. Линда Бучвальд называет её страшной, и это мнение напрямую было вложено авторами в уста Бьюфорда в той же серии. Впрочем, порой её козни оборачиваются проблемами для неё самой, как в сериях «Старушечьи бега», «Давайте прыгать», «Какая удача». При этом когда Джереми нет рядом с Кендэс, она не докучает ей, и даже делится с Кендэс секретами манипуляции, чтобы дать ей возможность застукать братьев. В серии «Неспящий Мип в Сиэтле» был показан клип, намекающий, что в будущем Сьюзи и Мип схлестнутся в схватке, но ни в одну из последующих серий это не вошло. Дублируют Мария Болтнева, Юлия Самойленко.

### Таддэус, Тор и Мэнди (англ.Thaddeus, Thor and Mandy)
Два брата, похожие на Финеса и Ферба своим увлечением техникой, и их старшая сестра, похожая на Кендэс Флинн своим стремлением их прижучить. Но, в отличие от Финеса и Ферба, которые работают чисто ради удовольствия, братья очень заносчивы, хотя не могут строить такие же, как они, потрясающие изобретения. Кроме серии «Таддеус и Тор», Мэнди появляется в серии «Перрирекламная пауза» (как инструктор курсов против прижучивания) и «Американские горки: Мюзикл».

### Тиана Флинн-Уэббер (англ.Tiana Webber)
Тётя Финеса и Кендэс и двоюродная сестра Линды. Любит приключения и всякого рода креатив. Дала десятилетней Кендэс обещание сделать её свидетельницей на своей свадьбе и выполнила его, выходя замуж за капитана Уэббера в серии «Звёздный час Кендэс». Дублирует Валерия Забегаева.

### Рок-группа«Трио любви» (англ.«Love Hendels»)
Дэнвильская музыкальная группа, организации концерта которой посвящено приключение Финеса и Ферба в эпизоде «Мы воссоединяем нашу группу». Могут петь вместе с Финесом и Фербом, с Кендэс, или с Хайнцем Фуфелшмертцем. Как выразился композитор сериала, Дэнни Якоб, это фиктивная группа в стиле 80-х с реальным солистом из группы «Bowling For Soup», Джаретом Реддик, исполнителем заглавной песни сериала. Дэнни — солист и гитарист «Трио любви». После распада группы владеет музыкальным магазином. Живёт, спит и дышит рок-н-роллом. Бобби Роскошный — бас-гитарист «Трио Любви». После распада группы владеет модной парикмахерской, знаменитый стилист, сильно заботится о своей внешности. В серии «Муха на стене» Кендэс обнаруживает, что он носит парик. Шерман «Свомпи» — барабанщик «Трио Любви». После распада группы, решив, что утратил чувство ритма, пошёл работать в библиотеку. Песня «Чувство ритма», где его уговаривают вернуться в музыку, попала в Музыкальном клиптастическом марафоне на восьмое место. Имена членов группы позаимствованы у создателей сериала, Дэна Повенмайра, Джефа «Свомпи» Марша, и Бобби Гэйлора, которые в своё время участвовали в рок-группах. Рок-группа появляются также в сериях «Поиграем», «Гип-гип парад», «Судьбоносная доставка», «Ультиматум Климпалуна» и в фильме «Покорение 2-го измерения», где, помогая детям сражаться с нормоботами, исполняют песню «Норморобот». Имеют продолжателей — группу «Сандалии любви», исполняющую их песни в сандалиях. Дублируют Дмитрий Корюков, Антон Батырев, Кирилл Запорожский.

### Хильдегарда Джонсон (англ.Hildegard Johnson)
Бабушка Джеремии и Сьюзи. Толстая, но спортивная. Грубая и вспыльчивая, но любит своих внуков, как они её. Соперница с молодости Бетти Джо в гонках на роликах. Выиграла в 1957 году гонку только потому, что ударила Бетти Джо на финише, но отрицает, что это было запретным приёмом блокировки. К Кендэс сначала относилась подозрительно, особенно в свете её участия в соревнованиях на стороне Бетти, но потом полюбила её, назвав «хранительницей очага», когда та случайно привела на пикник потерявшуюся много лет назад Анабель Джонсон. Появляется в сериях «Старушечьи бега» и «Беги, Кендэс, беги». Дублирует Юлия Яновская.

### Доктор Хирано (англ.Dr. Hirano)
Мать Стэйси. Знакома с мамой Кендэс.
В серии «Роботородео» Кендэс пришлось изображать перед ней серьёзную девушку, которой можно поручить самое ответственное дело, для того, чтобы она отпустила с ней свою дочь Стейси на концерт группы «Карлики-ковбои». Хотя Кендэс не удалось справиться со своей ролью, мама Стэйси отметила сосредоточенность и упорство Кендэс в прижучивании братьев посреди тумана, поставила своей дочери Кендэс в пример сосредоточенности и отпустила Стэйси с ней. Доктору Хирано очень важно воспитать свою дочь Стэйси серьёзной и ответственной (что не сильно радует дочь, хотя и проходит успешно), поэтому она даже посылала её на семинар успеха. В ответ на похвалы Кендэс её уму Стэйси часто отвечает: «Скажи это моей маме». Доктор Хирано лечила Изабеллу, когда ей удалили гланды. Дублирует Мария Болтнева.

### Чарльз IV Пипинг (англ.Carlos IV Peping)
Весёлый и позитивный парень из древней дворянской семьи. Играет в теннис и владеет рыцарским оружием. Появляется в серии «Рыцарь без страха и упрёка», где возбудил интерес Кендэс и предложил гостившим у дедушки в Англии Финесу и Фербу свой родовой замок для организации рыцарского турнира. Дублирует Дмитрий Корюков.

### Шарлин Фуфелшмертц (англ.Charlene Doofenshmirtz)
Бывшая жена Фуфелшмертца, после развода оставившая его фамилию. Линда Бухвальд считает, что этот персонаж лишь предлог, чтобы у Хайнца была дочь Ванесса, что Шарлин ничем не примечательна, кроме симпатичных очков, но одобряет, что разведённые супруги неплохо ладят. Для создателей сериала было важно показать в нём разведённую семью, так что они обсуждали это на отдельной встрече в «Диснее». Шарлин немало заботится о своей внешности, одевается по-деловому, очень богата, её алиментов хватает на строительство изобретений бывшего мужа. В двух эпизодах, «Я кричу, и ты кричишь», и «Слава Фуфелании», Ванесса безуспешно пыталась разоблачить своего отца перед ней, но Шарлин никогда не была готова поверить в его злодейство. В этой ситуации Шарлин очень похожа на мать Кэндес, Линду, с которой они иногда развлекаются вместе. В молодости в Шарлин был влюблен будущий директор школы, где учится её дочь Ванесса, но она предпочла Хайнца Фуфелшмертца. Альтернативная Шарлин из другого измерения является помощницей и вдохновителем альтернативного Фуфелшмертца-диктатора, их развод фиктивен. Дублируют Мария Болтнева.

### Шарик (англ.Balloony)
Резиновый шарик, на котором ещё маленький Фуфелшмертц нарисовал лицо и покрыл его вечным лаком своего собственного изобретения. Он стал его другом, но потерялся, так как отец запрещал Хайнцу двигаться в то время, когда тот изображал садового гнома. В серии «Хроники Мипа» Фуфелшмертц строит электростатический притягивателинатор, чтобы вернуть его, но позднее обнаруживает его у межпланетного браконьера Мича, который дал ему имя Колин. Шарик сражается за Фуфелшмертца против роботов Мича в серии «Неспящий Мип в Ситле», и лопается в бою. Норм напоминает об этом среди других страданий Фуфелшмертца в серии «Это твоя история». Появляется так же в игре «Где же Перри?».

### Профессор Эсмеральда Бубенвотс (англ.Professor Esmeralda Poofenplotz)
Злой ученый, глава «Бубенвотс Пакостит Глупо». Ей противостоит Мизинчик Чихуахуа. Главная её цель — захватить мир, но при этом выглядеть красиво. Играет роль главной злодейки вместо Фуфелшмертца в сериях «Изабелла и храм древесного сока», «Пчелиный день». Злоучёные из общества «ЛЮБОВНИЧКИ» недовольны, что она не носит лабораторный халат, не принимают её злодейства всерьёз, и на этом основании отказали её в приёме в свою организацию. В серии «Эскалиферб» предстает в виде охраняющего мост гоблина, задающего вопросы как пародия на профессора, экзаменующего студента.

## Роли заднего плана
В сериале есть персонажи, не включённые ни в одну из основных сюжетных линий, и в то же время постоянно появляющиеся в эпизодах ради регулярных шуток, либо создавая музыкальный фон.
- Комичный мелкий предприниматель (фермер) c его женой часто меняет свой бизнес — от кроличьей фермы до музея биологических диковинок или придорожного кафе, что даёт повод для регулярных шуток сериала насчёт благ, которые валятся ему с неба — какого-нибудь изобретения Финеса и Ферба или Фуфелшмертца[10].
- Салли появляется в сериале, когда нужна милая и наивная маленькая девочка с бантиком. По имени названа в серии «Знакомьтесь, Макс Модем», где тянется к Фуфелшмертцу, приняв его за клоуна. Она спрашивала Кендэс, почему у неё длинная шея[э. 51], отпрашивается в туалет во время чтения, к ней попадает кукла, за которую дрались Ванесса и Кендэс, после чего Ванесса отбирает её, оставив Салли в слезах[э. 36], и ради неё Финес и Ферб делают детскую площадку на переменке в школе[э. 34].
- Бальтазар Горовиц — обычный мальчик, который нередко посещает задний двор Финеса и Ферба. Один из немногих детей, которые взаимодествовали с Перри-утконосом. В серии «Я был роботом в самом расцвете сил» он так часто его видел, что майор Монограмм решил стереть ему память.

### Комментарии
1. ↑  В интервью изданию «GeekDad» Дэн Повенмайр сказал, что, придумывая приключения, которые выбирают себе Финес и Ферб, ориентировался на интересы 9-летнего мальчика[1], кроме того, в серии «Act Your Age», действие которой происходит через 10 лет, Финес заканчивает последний, 12-й класс школы, и собираентся поступать в колледж, что в США обычно происходит в возрасте 18-19 лет.
2. ↑  В пресс-релизе «Дисней» отмечалось, что возможность сделать братьев ровесниками, но не близнецами, была одним из аргументов в пользу того, чтобы объявить их сводными[2].
3. ↑  Возраст Кендэс известен из серии «Комета Кремилиана», согласно которой через 73 года ей будет 88 лет
4. ↑  Кусок диалога в сцене разговора с эльфами, где Изабелла сказала, что предпочитает Рождеству Хануку, есть в «45-минутном» варианте серии «Рождественские каникулы», в «получасовом» варианте эпизода он вырезан.
5. ↑  Разговор Монограмма с Фуфелшмертцем о «мужском написании» его имени через букву «i» связан с существованием женского имени «Frances»
6. ↑  Возраст Ванессы указан в серии «Мы воссоединяем нашу группу», где празднуется её день рождения
7. ↑  В мультсериале телеканала Дисней «Ким Пять-с-плюсом», который был официально завершён одновременно с началом трансляции «Финеса и Ферба», имелась внешне напоминающая Ванессу саркастичная ассистентка безумного учёного, всё время язвительно критиковавшая своего начальника, но, в отличие от Ванессы, добросовестно относившаяся к своим злодейским обязанностям. В последующих сериях рисунок Ванессы был немного изменён, чтобы она выглядела не столь высокой и стройной.
8. 1 2  Показное неверие Шарлин в злодейство её бывшего супруга соответствует рекомендациям американских семейных психологов, см. What should you tell your child about your Evil Ex? (англ.). SKYLARK. Дата обращения: 6 февраля 2016. Архивировано 6 марта 2016 года.
9. ↑  Эпизод «Слава Фуфелании», где Ванесса прижучивала отца во второй раз, был отмечен изданием AFA среди десяти самых примечательных эпизодов сериала, поскольку в нём главные сюжетные линии поменялись местами, и Ванесса, переодетая как Кендэс, следовала её сюжетной линии, в то время как её отец вместе с роботом Нормом следовал линии Финеса и Ферба[19]
10. ↑  Сцены с участием Ванессы и её альтернативной версии были вырезаны из-за хронометража и помещены на DVD с фильмом среди дополнительных материалов, однако альтернативная Ванесса всё же появилась и сыграла важную роль в серии-продолжении «Записки из подполья».
11. ↑  Кроме Ванессы, в ходе работы над сериалом Оливия Олсон пела и за некоторых других персонажей, в том числе за женское трио в стиле сестер Эндрюс из эпизода «Монстр Финеса и Фербенштейна», за Линдану, исполнила некоторые закадровые песни, а также сделала несколько демонстрационных записей песен для озвучивания другими актёрами.
12. ↑  Джереми уже имеет право водить машину без родителей, и на год старше 15-летней Кендэс, согласно фильму «Финес и Ферб: Покорение 2-го измерения»
13. ↑  В стиле Джонни была переодета и причёсана Кендэс, когда в эпизоде «Пчелиный день» решила, что она эмо.